# Дубино, Анатолий Антонович
Анато́лий Анто́нович Дубино́ (19 января 1920, Велиж, Витебская губерния — 1994) — советский артист цирка, буффонадный клоун, типичный рыжий клоун, сценическое имя Дубино.

## Биография
Анатолий Антонович Дубино родился в городе Велиж Витебской губернии, теперь это Смоленская область. Мать и отец были репрессированы в 1930-х годах, отец расстрелян. С 1936 года в цирке, сначала — короткое обучение в Московской цирковой школе у Леона Танти, затем работа клоуном в паре с разными партнёрами:
- 1939—1940 год — с «Бурбоном»;
- 1940—1943 год — с Л. К. Танти;
- 1943—1946 год — с Д. С. Альперовым;
- 1946—1947 год — с Менжинским
- 1947—1959 год — с клоунон Роландом (Казимиром Плучсом, народным артистом Латвийской ССР) в Рижском цирке. В 1960 году начинает работать клоуном-соло, а в 1963 уходит с арены в цирк на сцене.

С 1964 работал в паре со своим учеником Анатолием Дубининым.
Долго служил в «Киевском цирке на сцене», обучал молодых клоунов (В. Клевакина, Н.Гнатюка, А.Картукова, Д.Заикина, Ю.Хисамутдинова).
- 1994, декабрь — Умер в Архангельской обл. поселок Оксовский Плесецкого р-на, где и похоронен.

## См. также